# Брише
Брише (словен. Briše) — поселення в общині Загорє-об-Саві, Засавський регіон, Словенія. Висота над рівнем моря: 351,4 м.